# Hönö
Hönö est une île de l'archipel de Göteborg et une municipalité située dans la commune d'Öckerö, dans le comté de Västra Götaland.
Sa population était de 5 110 habitants en 2010.
Elle est reliée à l'île de Fotö par un pont.

## Galerie

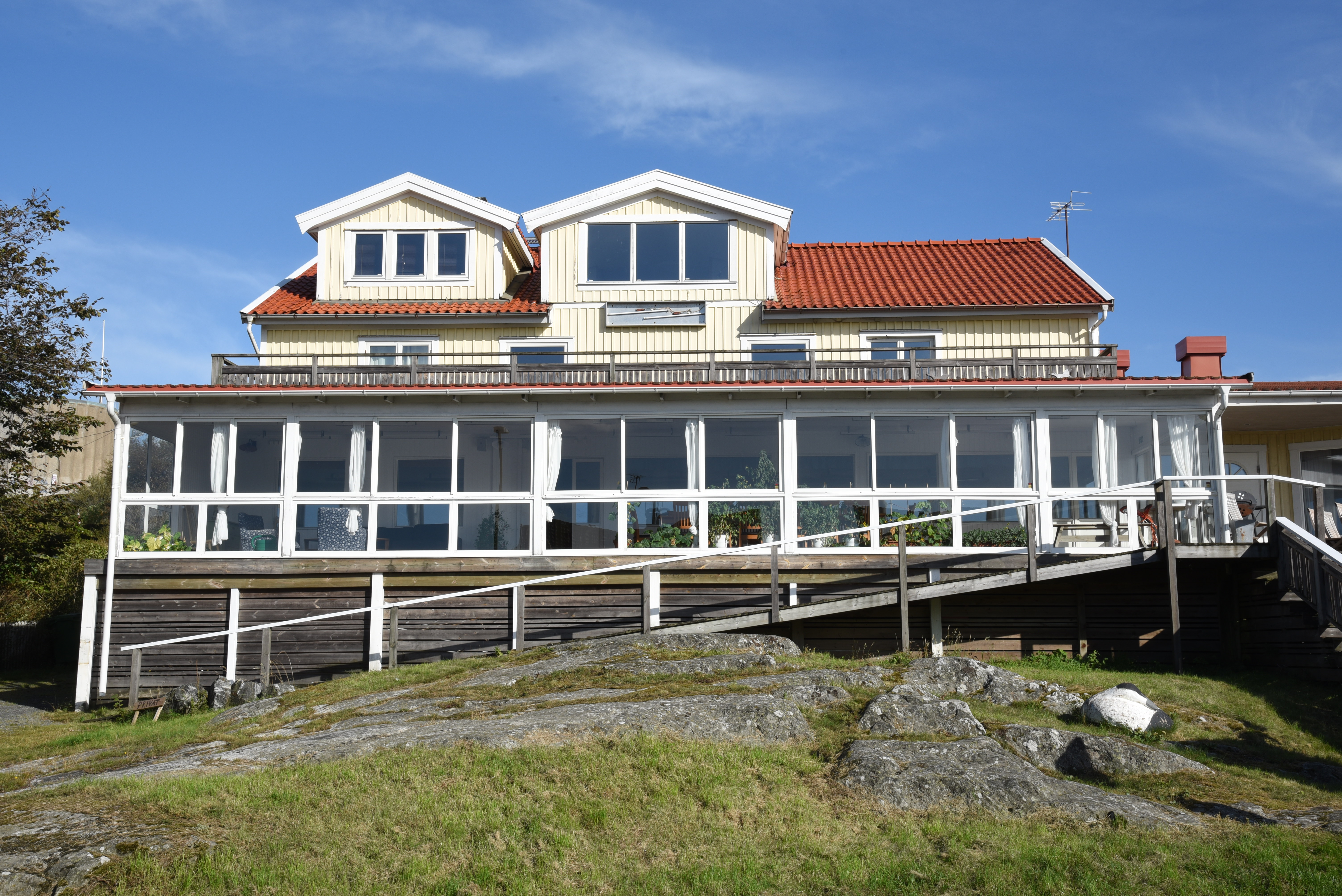
Hôtel à Hönö
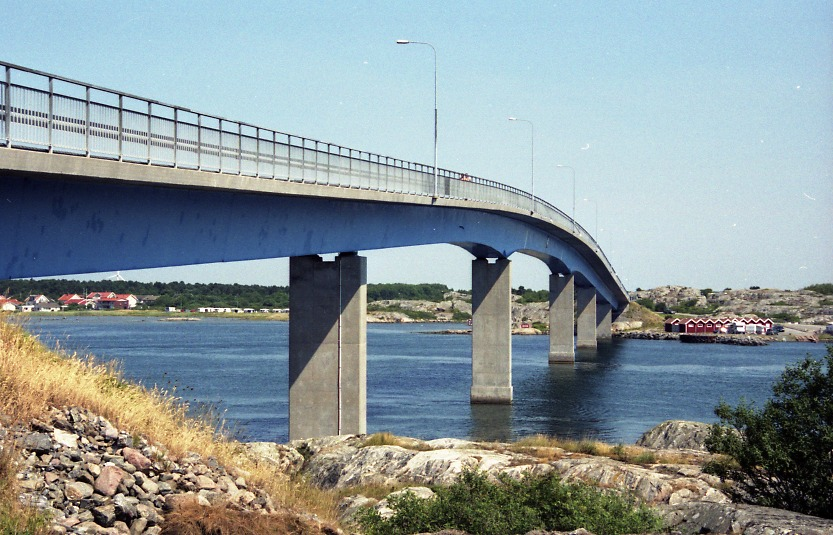
Pont entre Fotö et Hönö.
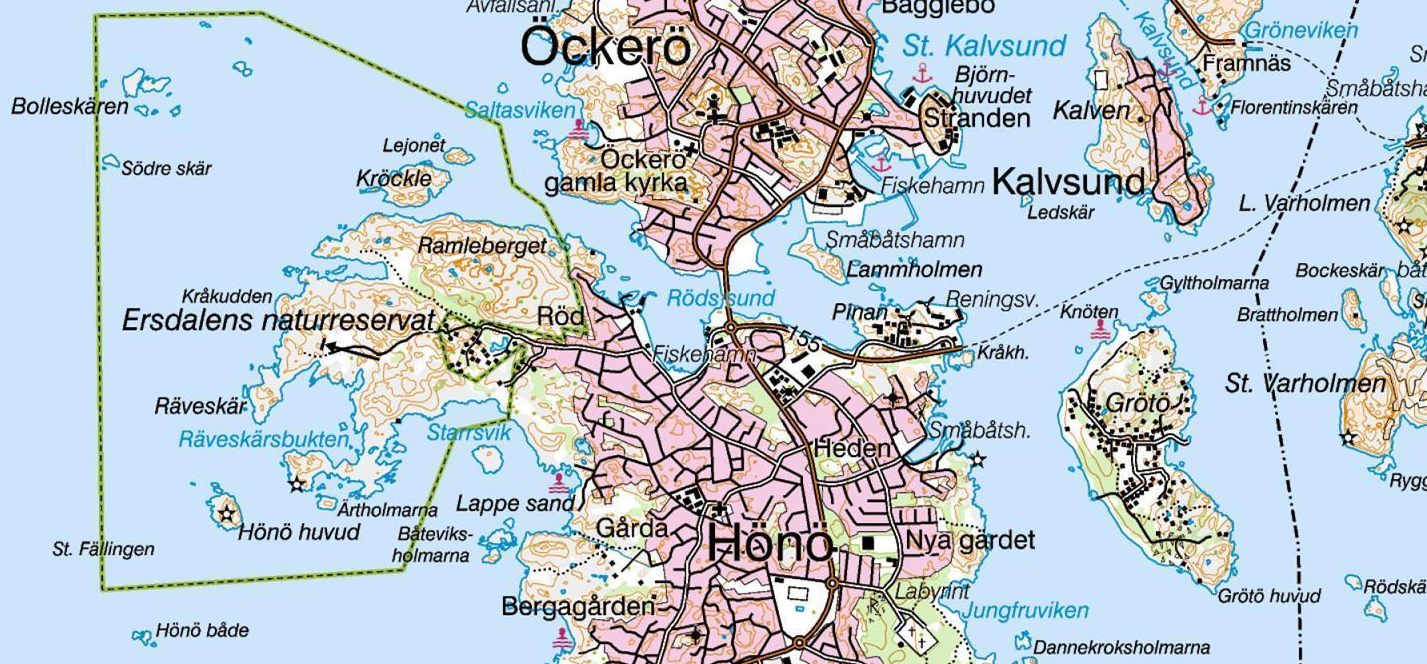
Carte partielle de Hönö